# Jean Le Garrec

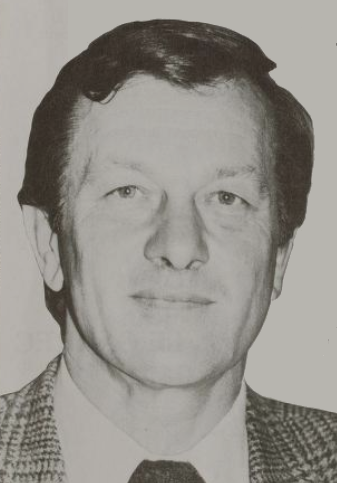
Jean Le Garrec (1981)

Jean Le Garrec (* 9. August 1929 in Le Palais, Département Morbihan; † 19. Februar 2023 im 11. Arrondissement, Paris) war ein französischer Politiker der PSU (Parti socialiste unifié) und später der PS (Parti socialiste), der unter anderem Mitglied der Nationalversammlung sowie Staatssekretär und Beigeordneter Minister in verschiedenen Kabinetten war.

## Leben
Jean Le Garrec war nach einem Studium an der Universität Toulouse als leitende Führungskraft im privaten Sektor tätig und zunächst Mitglied der Vereinigten Sozialistischen Partei PSU (Parti socialiste unifié), ehe er 1974 der Sozialistischen Partei PS (Parti socialiste) beitrat. Am 22. Mai 1981 wurde er in das Kabinett Mauroy I berufen und war zunächst bis zum 23. Juni 1981 Secrétaire d’État auprès du Premier ministre und damit als Staatssekretär kurzzeitig enger Mitarbeiter von Premierminister Pierre Mauroy. Bei der Parlamentswahl am 21. Juni 1981 wurde er für die PS als Nachfolger von Claude Pringalle im 16. Wahlbezirk des Département Nord erstmals zum Mitglied der Nationalversammlung (Assemblée nationale) gewählt und gehörte dieser zunächst nur 21 Tage vom 2. Juli bis zu seinem Mandatsverzicht am 23. Juli 1981 an, woraufhin Denise Cacheux für ihn in die Nationalversammlung nachrückte.
Le Garrec selbst wurde nach der bereits am 22. und 23. Juni 1981 erfolgten Bildung des zweiten Kabinetts Mauroy als Nachfolger von Anicet Le Pors Staatssekretär für die Erweiterung des öffentlichen Sektors (Secrétaire d’État chargé de l’Extension du secteur public) und hatte diese Funktion bis zu seiner Ablösung durch Hervé de Charette am 29. Juni 1982 inne. Im Rahmen einer Umbildung des zweiten Kabinetts Mauroy wurde er am 29. Mai 1982 Beigeordneter Minister beim Premierminister mit der Zuständigkeit für Beschäftigung (Ministre délégué auprès du premier ministre, chargé de l’emploi) und behielt diese Funktion bis zu seiner Ablösung durch Jack Ralite am 22. März 1983. Bei der Bildung des dritten Kabinetts Mauroy wurde er am 24. März 1983 erneut Staatssekretär beim Premierminister und fungierte bis zum 17. Juli 1984 als enger Mitarbeiter von Premierminister Mauroy. Daneben wurde er am 14. März 1983 auch Mitglied des Stadtrates von Cambrai und gehörte diesem bis zum 18. Juni 1995 an.
Im darauf folgenden Kabinett Fabius übernahm Jean Garrec daraufhin zwischen dem 23. Juli 1984 und dem 20. März 1986 den Posten als Staatssekretär beim Premierminister für den öffentlichen Dienst und die Vereinfachung der Verwaltung (Secrétaire d’État chargé de la Fonction publique et des Simplifications administratives) und war damit enger Mitarbeiter von Premierminister Laurent Fabius für diesen Aufgabenbereich. Bei der Wahl am 2. April 1986 wurde er für die PS im Département Nord wieder zum Mitglied der Nationalversammlung gewählt, der er bis zum 14. Mai 1988 angehörte. Während dieser Legislaturperiode übernahm er zwischen dem 2. April und dem 14. Mai 1988 kurzzeitig die Funktion des Sekretärs der Nationalversammlung. Bei der darauf folgenden Parlamentswahl am 12. Juni 1988 wurde er im 18. Wahlkreis des Département Nord abermals zum Mitglied der Nationalversammlung gewählt und gehörte dieser vom 23. Juni 1988 bis zum 1. April 1993 an, woraufhin erneut Claude Pringalle zu seinem Nachfolger gewählt wurde. Während dieser Legislaturperiode war er als Nachfolger von Henri Emmanuelli zwischen dem 7. April 1992 und seiner Ablösung durch Jacques Barrot am 1. April 1993 Vorsitzender des Ausschusses für Finanzen, allgemeine Wirtschaft und Haushaltskontrolle (Commission des Finances, de l’économie générale et du contrôle budgétaire). Neben seiner Parlamentstätigkeit wurde er ferner am 23. März 1992 Mitglied des Regionalrates der damaligen Region Nord-Pas-de-Calais und gehörte diesem bis zum 28. März 2004 an.
Bei der Parlamentswahl am 1. Juni 1997 wurde Le Garrec als Nachfolger von Régis Fauchoit im 12. Wahlkreis des Département Nord wieder zum Mitglied der Nationalversammlung gewählt, der er nach seiner Wiederwahl am 16. Juni 2002 in der elften und zwölften Legislaturperiode zwischen dem 12. Juni 1997 und dem 19. Juni 2007 angehörte. In der elften Legislaturperiode wurde er am 8. April 1998 Nachfolger von Claude Bartolone als Vorsitzender des Ausschusses für Kultur, Familie und Soziales (Commission des Affaires culturelles, familiales et sociales) und bekleidete diese Funktion bis zu seiner Ablösung durch Jean-Michel Dubernard am 18. Juni 2002. Zuletzt wurde er in der zwölften Legislaturperiode am 26. Juni 2002 Vizepräsident der Nationalversammlung und fungierte damit bis zum 8. Juni 2005 als Stellvertreter von Parlamentspräsident Jean-Louis Debré. Er war mit der Journalistin und Schriftstellerin Évelyne Le Garrec (1934–2018) verheiratet.

## Veröffentlichungen
- Demain, la France. Les choix du IXe Plan, 1984–1988, Éditions La Découverte, Paris 1984
- Une vie à gauche, Aube, La Tour d’Aigues 2006, ISBN 2752-6-0268-5
- L’idée socialiste. Il faut retrouver Proudhon, Bruno Leprince, Paris 2011, ISBN 978-2-36488-005-4